# Sulfat de plom(II)
El sulfat de plom(II) (PbSO₄) és una pols blanca cristal·lina poc soluble en aigua que rep el nom d'anglesita quan es presenta en forma de cristall natural.
Es troba sovint en els elèctrodes de les bateries de plom i àcid dels automòbils, s'hi forma quan la bateria està descarregada. Mentre està carregada, el sulfat de plom es transforma en plom metàl·lic i àcid sulfúric en l'elèctrode negatiu i es transforma en diòxid de plom en el positiu.

## Fabricació
El sulfat de plom(II) es prepara escalfant l'òxid, l'hidròxid o el carbonat de plom en àcid sulfúric o tractant una sal de plom soluble amb àcid sulfúric. Alternativament, també es pot formar com a producte de les interaccions entre una solució de nitrat de plom amb sulfat de sodi.

## Toxicologia
D'acord amb la legislació de la Unió Europea, el sulfat de plom és una substància tòxica. Pot danyar els fetus durant l'embaràs i hi ha se sospites que també afecta la fertilitat. És nociu per inhalació, ingestió o contacte, pot danyar els òrgans en cas d'exposició prologada o per exposicions repetides. A la Unió Europea el llindar típic per sobre del qual aquesta substància es considera perjudicial per a la salut està establert en 0,15 mg/m³ per la directiva 98/24/EC.

## Mineral
A la natura es troba en forma de mineral d'anglesita que es forma per oxidació de la galena, és a dir, del sulfur de plom(II).

## Sulfats de plom
Es coneixen un gran nombre de sulfats de plom, com per exemple PbSO4·PbO; PbSO4·2PbO; PbSO4·3PbO; PbSO4·4PbO, que es fan servir a la indústria química en la fabricació d'altres productes químics i també en litografia o per a fabricar bateries de plom i àcid o vernissos.
La leadhil·lita, 2PbCO₃·PbSO₄·Pb(OH)₂, és un mineral format per un complex de carbonat-sulfat de plom hidroxilat.